# Houtzagerij
Een houtzagerij is een fabriek waar boomstammen verzaagd worden tot bijvoorbeeld planken en balken. Aan een houtzagerij kan een houthandel of timmerfabriek verbonden zijn.

## Geschiedenis

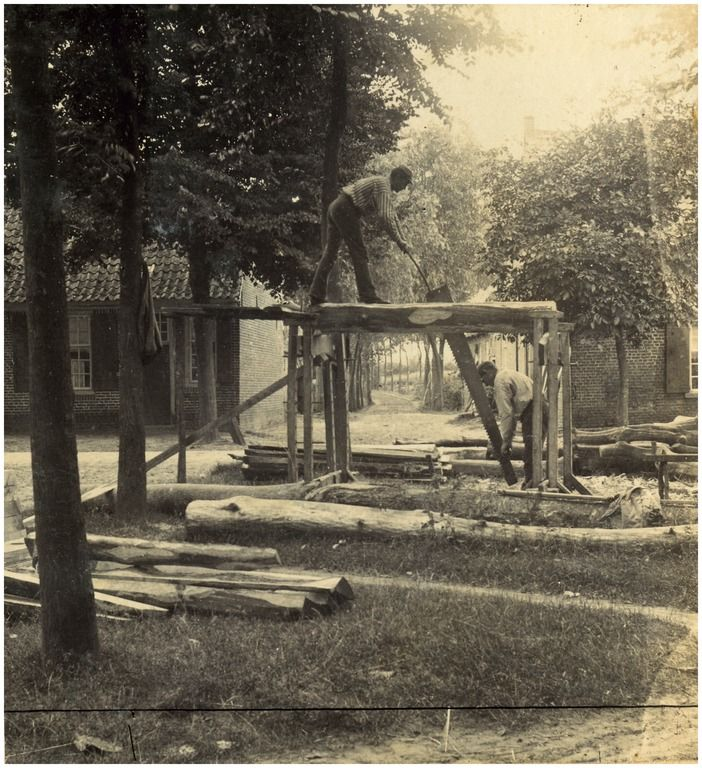
Het verwerken van een boom tot planken door het kraanzagen

Vanouds gebeurde het zagen van planken op ambachtelijke schaal in werkplaatsen. De boomstammen werden van de bast ontdaan, gedurende twee of meer jaar in het water gelegd, dit heet wateren, en vervolgens met een bijl bewerkt tot ze een ongeveer vierkante doorsnede hadden. Met een raamzaag of een kraanzaag werd de stam daarna in de lengterichting doorgezaagd. Voordat de zaag was ontwikkeld, werd hout meestal gekloofd en gespleten. Dit gebeurde met name bij eikenhout, waarbij gebruik werd gemaakt van de aanwezige mergstralen.
Uiteraard werd gepoogd het zaagproces te mechaniseren, waarbij in eerste instantie een watermolen als krachtbron werd gebruikt. Reeds omstreeks 1235 werd een dergelijke molen beschreven door Villard de Honnecourt in zijn bouwloodsboek. Ook in 1322 moet een dergelijke molen in Augsburg hebben gestaan. De door windkracht voortgedreven zaagmolen werd in 1592 uitgevonden door Cornelis Corneliszoon van Uitgeest. Basis hiervoor was een verbeterde krukas. Aldus werd de paltrokmolen ontwikkeld.
Sindsdien werden planken met de hand en met wind- of waterkracht gezaagd. Vanaf omstreeks 1870 deed de stoommachine haar intrede en vanaf ongeveer 1920 vond elektrificatie plaats.

## Voorbeelden
De laatste watergedreven houtzaagmolen van Nederland bevindt zich op het landgoed Singraven en is van 1 april tot 1 november open voor publiek.
Voorbeelden van historische houtzagerijen in Nederland zijn:
- Stoomhoutzagerij Nahuis te Groenlo - Omstreeks 1850 was het een radmakerij, vervolgens werd er met de hand gezaagd, in 1918 kwam er een stoommachine. Tegenwoordig is het een museum.
- Twickeler Houtzaagmolen te Delden - Een windmolen uit 1771, die in 1881 is overgegaan op stoomkracht en in 1920 is geëlektrificeerd. Tegenwoordig is het een museum.
- Stoomhoutzagerij en -schaverij K&J Wilkens te Veendam - In 1838 werd houtzaagmolen Welgelegen gebouwd. In 1873 kwam er een stoommachine welke, samen met de molen, als krachtbron werd gebruikt. In 1899 ging het bedrijf volledig over op stoom. Men werkte onder meer ten behoeve van de scheepsbouw. In 1983 ging het bedrijf via fusies op in een groter geheel en werd het terrein in Veendam afgestoten.
- Stoomhoutzagerij Oosterlaan te Apeldoorn - Opgericht in 1897 en ook tegenwoordig nog actief.
- Houtzaagmolen De Ster - Uit 1722 en in 1910 geëlektrificeerd.
- Stoomhoutzagerij Nooit Gedacht te Nieuwe Pekela - In bedrijf van 1865-1992, in 1923 kwam er ook een elektrische zagerij.
- De Eenhoorn te Haarlem - Een paltrokmolen uit 1776, die een soortgelijke molen uit 1642 verving. In 1927 werd de houtzagerij geëlektrificeerd.
- Bolwerksmolen te Deventer - Een achtkantige zaagmolen uit 1863.

## Heden
Tegenwoordig zijn er nog vele houthandelaren annex houtzagerijen.
- In Nederland zijn ze verenigd in de Koninklijke Vereniging van Nederlandse Houtondernemingen (KVNH), die 259 groothandelsbedrijven telt.
- In België zijn ze verenigd in de Nationale Federatie der Houthandelaars (NFH), die ongeveer 200 groothandelsbedrijven vertegenwoordigt.